# Cà gai leo
Cà gai leo (tên khoa học: Solanum procumbens), còn có tên khác là cà gai dây, cà vạnh, cà quýnh, cà lù, cà bò, cà Hải Nam, cà quạnh, quánh, gai cườm, là loài thực vật thuộc họ Solanaceae. Loài này phân bố ở các tỉnh miền Bắc cho đến Huế tại Việt Nam, Lào, Campuchia, Trung Quốc (Quảng Đông, Quảng Tây, Hải Nam). Loài này được xem là cây thuốc nam có tác dụng giải độc gan tốt nhất hiện nay.

## Đặc điểm
Cà gai leo thuộc loại cây nhỡ leo, có thân dài từ 60 – 100 cm, hay cao hơn, chia nhiều cành. Loài có nhiều gai, cành xòa rộng. Lá cây hình trứng hay thuôn dài, dưới gốc lá hình rìu hay hơi tròn. Ra hoa tháng 4-9, tạo quả tháng 9-12. Quả là dạng quả mọng bóng, màu đỏ, hình cầu đường kính 7–9 mm. Hạt màu vàng nhạt, dạng thận hình đĩa, kích thước khoảng 3 x 2 mm. Loài này có vị hơi the, tính ấm.

## Chữa bệnh
Rễ cây có chứa tinh bột và nhiều chất hóa học khác như ancaloit, glycoancaloit... có khả năng bảo vệ tế bào gan rất tốt, kìm hãm và làm âm tính vi rút viêm gan, ngăn chặn quá trình xơ gan, dùng chữa các bệnh liên quan đến gan. Trong đề tài "Nghiên cứu thuốc từ Cà gai leo làm thuốc chống viêm và ức chế sự phát triển của xơ gan" của Tiến sĩ Nguyễn Thị Minh Khai đã chỉ ra được tác dụng chống viêm gan, ngăn chặn sự phát triển xơ gan và chống oxy hóa của dạng chiết toàn phần và dạng hoạt chất chính Glycoalcaloid ở mô hình thực nghiệm sinh vật. Thuốc được áp dụng cho nhóm bệnh nhân tình nguyện, không mang tác dụng phụ, được hội đồng khoa học chấp thuận thực nghiệm lâm sàng.
Người ta thông thường đào rễ cây, rửa sạch, thái mỏng và phơi sấy khô để làm thuốc. Rễ cây dùng làm thuốc chữa phong thấp, đau nhức răng, chảy máu chân răng, chữa say rượu. Người bị say rượu lấy rễ cây cà gai leo sát vào răng hoặc nhấm rễ để tránh say rượu. Ngoài ra, khoảng 16 - 20g rễ cây cà gai leo còn được dùng để sắc uống chữa bệnh lậu.